# 鈴木マコト
鈴木 マコト（すずき マコト）は、日本の男性声優、ラジオパーソナリティ、放送作家。かつてエーエス企画に所属していた。

## 経歴
和光大学人文学部文学科中退。在学当時、所属していた和光大学演劇部が銀座みゆき館劇場主催の大学演劇フェスティバルにて準優勝を獲得した際、主演を務めた。
その後、小劇団、商業演劇、Vシネマ、CM出演等を経て2004年にエーエス企画に所属。以後は声優、ラジオパーソナリティとして活動。
2016年公開の 更年奇的な彼女（日本語吹き替え版）への出演は、代々木アニメーション学園が主催した全国公募オーディションによって選ばれたものである。
同年エーエス企画を退所。以後、表立った活動は見られない。

## 出演

### アニメ
- 鉄拳戦士アイアン・キッド（アッチ、ドクターチェン、他）
- My Giant Friend（センボン）
- ポパイ（ポパイ）※キープ発売DVD版

### 外画
- リアル・スピード（ケンドール）
- DISCO（司会者）
- 精武飛鴻（ヤム）
- 更年奇的な彼女（ウェイター）

### 邦画
- 羊をかぞえる（競馬実況中継者）※声の出演
- 不安の種（アナウンサー）※声の出演

### ゲーム
- 文明開華葵座異聞録（慈明）

### ラジオ
- トークひぽぽたます（FM世田谷）※メインパーソナリティ
- かつしかSUNSUNワイド（葛飾FM）※メインパーソナリティ
- トークひぽぽポたます（レインボータウンFM）※メインパーソナリティ

### ドラマCD
- デススマイルズ　第3章（隊員）

### Vシネマ
- パチンカー奈美2（タケシ）

### CM
- am/pm ※テレビCM／お目が高い編
- ナビホーム※ラジオCM

### アフレコ
- NHK2015年～はに丸春のおすすめ番組～はにとーーく「木彫りのクマ」（木彫りのクマ）